# Robert Hanna Hammond
Robert Hanna Hammond (* 28. April 1791 in Milton, Northumberland County, Pennsylvania; † 2. Juni 1847 auf hoher See) war ein US-amerikanischer Politiker. Zwischen 1837 und 1841 vertrat er den Bundesstaat Pennsylvania im US-Repräsentantenhaus.

## Werdegang
Robert Hammond besuchte die öffentlichen Schulen seiner Heimat und arbeitete danach im Handel. Er wurde Mitglied der Staatsmiliz und erreichte dort den Rang eines Brigadegenerals. Im Jahr 1817 trat er als Leutnant in die United States Army ein. Nach seinem freiwilligen Ausscheiden aus der Armee kehrte er nach Milton zurück und wurde bei der Verwaltung im dortigen Northumberland County angestellt. Zwischen 1833 und 1837 war er Posthalter in Milton. Politisch schloss er sich der Demokratischen Partei an.
Bei den Kongresswahlen des Jahres 1836 wurde Hammond im 16. Wahlbezirk von Pennsylvania in das US-Repräsentantenhaus in Washington, D.C. gewählt, wo er am 4. März 1837 die Nachfolge von Joseph Biles Anthony antrat. Nach einer Wiederwahl konnte er bis zum 3. März 1841 zwei Legislaturperioden im Kongress absolvieren.
Nach seiner Zeit im US-Repräsentantenhaus trat Robert Hammond wieder in die US Army ein. Während des Mexikanisch-Amerikanischen Krieges war er Zahlmeister. Dabei wurde er verwundet und auf einem Schiff nach Hause gebracht. Er erlag noch an Bord am 2. Juni 1847 seinen Verletzungen und wurde in Milton beigesetzt.